# Nuoto ai XVI Giochi del Mediterraneo - 400 metri misti femminili

## Record
Prima di questa competizione, il record del mondo (WR) e il record dei Giochi del Mediterraneo (GR) erano i seguenti:
|    | 4'29"45 | Stephanie Rice Australia | 10 agosto 2008 Pechino, Cina   |
| GR | 4'40"61 | Alessia Filippi Italia   | 26 giugno 2005 Almería, Spagna |

## Batterie
Lunedì 29 giugno 2009, alle 10:48, si tengono due batterie.
| #   | Batteria | Corsia | Atleta                 | Nazionalità | Tempo   | Note |
| --- | -------- | ------ | ---------------------- | ----------- | ------- | ---- |
| 1   | 2        | 5      | Anja Klinar            | Slovenia    | 4'44"64 | Q    |
| 2   | 1        | 5      | Lara Grangeon          | Francia     | 4'46"06 | Q    |
| 3   | 1        | 4      | Joanne Andraca         | Francia     | 4'46"41 |      |
| 4   | 2        | 3      | Francesca Segat        | Italia      | 4'48"11 | Q    |
| 5   | 1        | 3      | Francesca Aceto        | Italia      | 4'52"79 | Q    |
| 6   | 1        | 6      | Maroua Mathlouthi      | Tunisia     | 4'55"84 | Q    |
| 7   | 2        | 6      | Stella Boumi           | Grecia      | 4'58"18 | Q    |
| 8   | 2        | 7      | Konstantina Papailia   | Grecia      | 5'07"78 | Q    |
| 9   | 2        | 2      | Nibal Yamout           | Libano      | 5'15"26 | Q    |
| DNS | 2        | 4      | Mireia Belmonte Garcia | Spagna      |         |      |

## Finale
La gara, che si svolge lunedì 29 giugno alle ore 18:34, viene vinta dalla slovena Anja Klinar che stabilisce il nuovo record dei Giochi con il tempo di 4'39"48.
| Posizione | Corsia | Atleta               | Paese    | Tempo   | Note |
| --------- | ------ | -------------------- | -------- | ------- | ---- |
|           | 4      | Anja Klinar          | Slovenia | 4'39"48 | GR   |
|           | 3      | Francesca Segat      | Italia   | 4'42"27 |      |
|           | 5      | Lara Grangeon        | Francia  | 4'43"54 |      |
| 4         | 6      | Francesca Aceto      | Italia   | 4'47"17 |      |
| 5         | 7      | Stella Boumi         | Grecia   | 4'52"26 |      |
| 6         | 2      | Maroua Mathlouthi    | Tunisia  | 4'59"43 |      |
| 7         | 1      | Konstantina Papailia | Grecia   | 5'06"71 |      |
| 8         | 8      | Nibal Yamout         | Libano   | 5'15"43 |      |